# Sajid Ahmed I.
Sajid Ahmed I. (tatarsko Səyetəxmət, Сәетәхмәт) je bil od leta 1427 ali 1433 do 1455 kan Velike horde, * 15. stoletje, Velika litovska kneževina, † 1455, Kaunas, Velika litovska kneževina.
Za razliko od zadnjih petih od šestih kanov Zlate horde je bil Ahmed mlajši kana Toktamiša.

## Poreklo
Turški zgodovinar Halim Geraj trdi, da je bil sin kana Toktamiša in stric krimskega kana Hadžija I. Geraja. V Mu'izz al-ansab velja za enega od Toktamiševih sinov. V dopisih med velikim litovskim knezom Svidrigailo in kraljem Vladislavom II. Poljskim se omenja kot litovski knez in sin tatarskega kana. V pismu velikemu mojstru Tevtonskega reda se Sajid imenuje Sidahmač Beksubovič. Po mnenju ruskega zgodovinarja Vadima Triepavlova se je rodil in odraščal v Litvi.

## Razpad Horde
Sajid Ahmed je umrl pred razpadom Horde. Zgodovinarji kljub temu menijo, da je odgovoren za ustvarjanje pogojev, ki so omogočili, da se je to zgodilo.